# انفجار غرفة المدفع حاملة الطائرات الأمريكية
حادث انفجار غرفة المدفع حادث وقع في 19 أبريل سنة 1989، عندما انفجرت غرفة المدفع رقم 2 البالغ قطرها 16 بوصة المحمولة على ظهر سفينة حربية تابعة للبحرية الأمريكية USS Iowa (BB-61). أسفر الانفجار الذي وقع في غرفة المدفع المركزية عن مقتل 47 من أفراد طاقم السفينة، وألحق أضرارا بالغة بالمدفع نفسه. تم إجراء تحقيقين منفصلين لتحديد أسباب الانفجار، أحدهما من قبل البحرية الأمريكية، وآخر من قبل مكتب محاسبة الحكومة (GAO) ومختبرات سانديا الوطنية. أسفرت التحقيقات عن استنتاجات ونتائج متضاربة بشأن كيفية وقوع الحادث.

## التحقيقات
خلص التحقيق الأول في الانفجار الذي أجرته البحرية الأمريكية، إلى أن أحد أفراد طاقم المدفع وهو كلايتون هارتفيغ، الذي توفي في الحادث، تسبب في هذا الحادث بشكل متعمد. وأثناء إجراء التحقيق، تسربت العديد من المعلومات إلى وسائل الإعلام ونسبت لاحقًا إلى ضباط البحرية والمحققين الأمريكيين، وخلاصتها أن كلايتون هارتفيغ وبحار آخر هو كيندال ترويت كانا على علاقة عاطفية، وأن هارتفيغ تسبب في الانفجار بعد توتر العلاقة بينهما. ومع ذلك خلصت البحرية الأمريكية في تقريرها إلى أن الأدلة لم تثبت أن كلايتون هارتفيج كان مثليًا جنسياً ولكنه كان انتحاريًا وتسبب في الانفجار إما باستخدام جهاز تفجير إلكتروني أو كيميائي.

## ردود الفعل
انتقدت عائلات الضحايا ووسائل الإعلام (في برنامج 60 دقيقة على محطة CBS) وأعضاء الكونغرس الأمريكي بشدة نتائج تحقيق البحرية الأمريكية. وعقد كل من مجلس الشيوخ الأمريكي ولجان القوات المسلحة التابعة لمجلس النواب الأمريكي جلسات استماع لدراسة التحقيق الذي أجرته البحرية الأمريكية، وأصدرت لاحقًا تقارير تشكك في استنتاجاتها. طلبت لجنة مجلس الشيوخ من مكتب محاسبة الحكومة (GAO) ومختبرات سانديا الوطنية مراجعة التحقيق الذي أجرته البحرية الأمريكية، فأوفدت مختبرات سانديا الوطنية فريقًا من العلماء لمراجعة التحقيق الفني للبحرية.

## سبب الانفجار

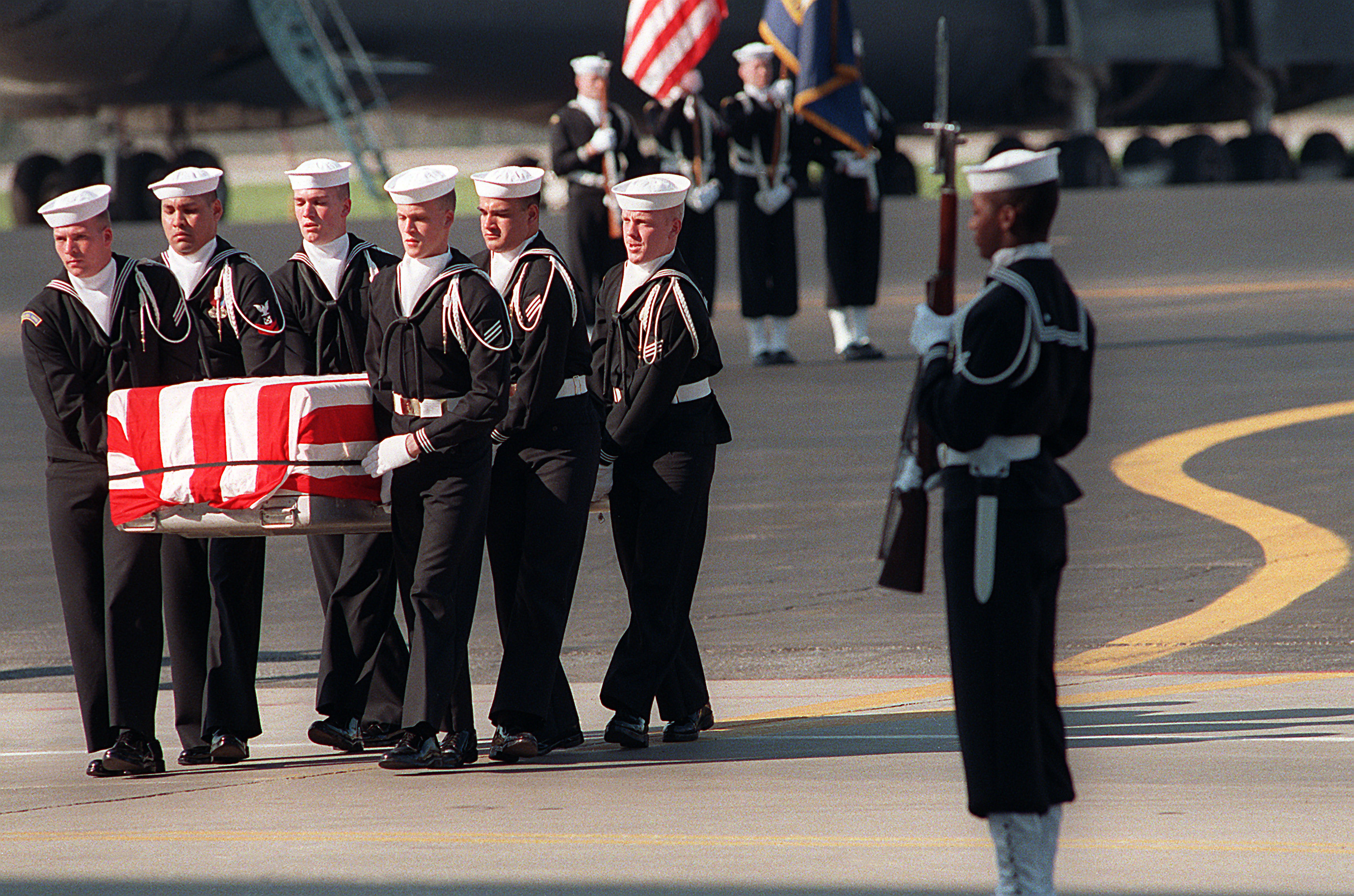
ضحايا آيوا دوفر

أثناء المراجعة، حددت مختبرات سانديا الوطنية سبب الانفجار إلى حدوث زيادة كبيرة في حجم البودرة التي تم تفريغها في المدفع أثناء عملية التعبئة، وأنه كان من المحتمل أن تكون ماسورة المدفع قد تسببت في حدوث الانفجار. وأكد اختبار لاحق من قبل البحرية لهذا السيناريو أن ماسورة المدفع من الممكن أن تسبب انفجار في مؤخرة الماسورة. ووجد فنيو مكتب محاسبة الحكومة (GAO) ومختبرات سانديا الوطنية أيضًا أن الأدلة المادية لا تدعم نظرية البحرية الأمريكية التي تفيد بأن جهاز تفجير إلكتروني أو كيماوي قد استخدم لبدء الانفجار.
استجابة للنتائج الجديدة، أعادت البحرية الأمريكية فتح التحقيق بمساعدة مكتب محاسبة الحكومة (GAO) ومختبرات سانديا الوطنية. وفي أغسطس 1991، أكمل مكتب محاسبة الحكومة (GAO) ومختبرات سانديا الوطنية تقاريرهما، وخلصتا إلى أن الانفجار حدث بالخطأ على الأرجح نتيجة دوارن المدفع بشكل سريع ومفاجئ وهو ممتلئ بمادة الانفجار التي تم تفريغها من الأكياس. لكن البحرية الأمريكية لم توافق على رأي مختبرات سانديا الوطنية وخلصت إلى أنه لا يمكن تحديد سبب الانفجار. أعربت البحرية الأمريكية عن أسفها (لكنها لم تقدم اعتذارًا) لعائلة هارتفيج وأغلقت تحقيقها.